# Aimer d'amour (album)
Pour les articles homonymes, voir Aimer d'amour.
 (mars 2017).
Si vous disposez d'ouvrages ou d'articles de référence ou si vous connaissez des sites web de qualité traitant du thème abordé ici, merci de compléter l'article en donnant les références utiles à sa vérifiabilité et en les liant à la section « Notes et références ».
Albums de Georges Thurston
Les années passent
(1976) Il me faut une femme
(1979)
Singles
1. Aimer d'amour
Sortie : 1978
2. Constance
Sortie : 1978
3. Barbados Girl
Sortie : 1979

Aimer d'amour est le troisième album studio du musicien et auteur-compositeur-interprète québécois Georges Thurston (dit Boule Noire), sorti en 1978. Il est notamment marqué par la pièce-titre Aimer d'amour.
L'album trouve le succès en Europe et aux États-Unis et est certifié double disque d'or (100 000 exemplaires)[réf. nécessaire].

## Liste des titres
| Face A | Face A                | Face A | Face A | Face A | Face A | Face A | Face A | Face A | Face A |
| No     | Titre                 | Durée  |        |        |        |        |        |        |        |
| ------ | --------------------- | ------ | ------ | ------ | ------ | ------ | ------ | ------ | ------ |
| A1.    | Aimer d'amour         | 3:32   |        |        |        |        |        |        |        |
| A2.    | Les Anges, Californie | 3:21   |        |        |        |        |        |        |        |
| A3.    | Et je                 | 3:45   |        |        |        |        |        |        |        |
| A4.    | Constance             | 3:20   |        |        |        |        |        |        |        |
| A5.    | Combien de temps      | 5:10   |        |        |        |        |        |        |        |
| 19:08  |                       |        |        |        |        |        |        |        |        |

| Face B | Face B              | Face B | Face B | Face B | Face B | Face B | Face B | Face B | Face B |
| No     | Titre               | Durée  |        |        |        |        |        |        |        |
| ------ | ------------------- | ------ | ------ | ------ | ------ | ------ | ------ | ------ | ------ |
| B1.    | À fleur de peau     | 3:26   |        |        |        |        |        |        |        |
| B2.    | Douce musique       | 4:09   |        |        |        |        |        |        |        |
| B3.    | Barbados Girl       | 3:05   |        |        |        |        |        |        |        |
| B4.    | Dansons, c'est bon! | 3:06   |        |        |        |        |        |        |        |
| B5.    | Tu m'habitais       | 3:42   |        |        |        |        |        |        |        |
| 17:28  |                     |        |        |        |        |        |        |        |        |

En France, l'album est distribué par CBS Records, sous le titre Constance avec un ordre des chansons (sur la Face A) légèrement différent.

## Personnel
Le guitariste Jim Keltner ne doit pas être confondu avec le batteur du même nom. 
- Georges Thurston : Chant, chœurs, guitare rythmique, percussions, Moog drums, piano électrique
- William D. Smith : Piano
- John McDormid : Piano, claviers
- Tony Roman : Piano, claviers
- Daniel Barbe : Synthétiseur Polymoog
- Walter Rossi : Guitares
- Jim Keltner ; Guitares
- Ronnie Dawn : Guitare pedal steel
- Jimmy Oliver : Basse
- Richard Tate : Batterie
- Terry Martel ; Batterie, percussions
- Nanette Workman : Chœurs
- Mary-Lou Gauthier : Chœurs
- Liette Lomez : Arrangements des chœurs, chœurs
- Jim Zeller : Harmonica
- Zeek Gross : Saxophone

### Compilation de 2007
En 2007, une compilation au titre éponyme est éditée par Unidisc. Elle regroupe, en fait, les deux albums Aimer d'amour (titres no 1 à no 10) suivi de Il me faut une femme (1979) (titres no 11 à no 16), auxquels s'ajoute une nouvelle chanson, une reprise de  Love Me, Please Love Me, rendue célèbre par Michel Polnareff en 1966 (album du même nom), et qui figure déjà sur une précédente compilation (elle-même portant ce titre) de 1980.
L'ordre de parution est identique aux éditions originales.
| Aimer d'amour - Titres de la compilation | Aimer d'amour - Titres de la compilation             | Aimer d'amour - Titres de la compilation | Aimer d'amour - Titres de la compilation | Aimer d'amour - Titres de la compilation | Aimer d'amour - Titres de la compilation | Aimer d'amour - Titres de la compilation | Aimer d'amour - Titres de la compilation | Aimer d'amour - Titres de la compilation | Aimer d'amour - Titres de la compilation |
| No                                       | Titre                                                | Durée                                    |                                          |                                          |                                          |                                          |                                          |                                          |                                          |
| ---------------------------------------- | ---------------------------------------------------- | ---------------------------------------- | ---------------------------------------- | ---------------------------------------- | ---------------------------------------- | ---------------------------------------- | ---------------------------------------- | ---------------------------------------- | ---------------------------------------- |
| 1.                                       | Aimer d'amour                                        | 3:28                                     |                                          |                                          |                                          |                                          |                                          |                                          |                                          |
| 2.                                       | Les Anges, Californie                                | 3:17                                     |                                          |                                          |                                          |                                          |                                          |                                          |                                          |
| 3.                                       | Et je                                                | 3:40                                     |                                          |                                          |                                          |                                          |                                          |                                          |                                          |
| 4.                                       | Constance                                            | 3:16                                     |                                          |                                          |                                          |                                          |                                          |                                          |                                          |
| 5.                                       | Combien de temps                                     | 5:04                                     |                                          |                                          |                                          |                                          |                                          |                                          |                                          |
| 6.                                       | À fleur de peau                                      | 3:22                                     |                                          |                                          |                                          |                                          |                                          |                                          |                                          |
| 7.                                       | Douce musique                                        | 4:02                                     |                                          |                                          |                                          |                                          |                                          |                                          |                                          |
| 8.                                       | Barbados Girl (version Française)                    | 3:00                                     |                                          |                                          |                                          |                                          |                                          |                                          |                                          |
| 9.                                       | Dansons, c'est bon !                                 | 3:04                                     |                                          |                                          |                                          |                                          |                                          |                                          |                                          |
| 10.                                      | Tu m'habitais                                        | 3:40                                     |                                          |                                          |                                          |                                          |                                          |                                          |                                          |
| 11.                                      | Il me faut une femme                                 | 7:15                                     |                                          |                                          |                                          |                                          |                                          |                                          |                                          |
| 12.                                      | J'ai besoin d'amour                                  | 2:57                                     |                                          |                                          |                                          |                                          |                                          |                                          |                                          |
| 13.                                      | Haïti                                                | 3:19                                     |                                          |                                          |                                          |                                          |                                          |                                          |                                          |
| 14.                                      | Veux-tu danser ?                                     | 3:36                                     |                                          |                                          |                                          |                                          |                                          |                                          |                                          |
| 15.                                      | On est si bien                                       | 4:35                                     |                                          |                                          |                                          |                                          |                                          |                                          |                                          |
| 16.                                      | Discomania                                           | 4:11                                     |                                          |                                          |                                          |                                          |                                          |                                          |                                          |
| 17.                                      | Love Me Please Love Me (reprise de Michel Polnareff) | 4:30                                     |                                          |                                          |                                          |                                          |                                          |                                          |                                          |
| 66:16                                    |                                                      |                                          |                                          |                                          |                                          |                                          |                                          |                                          |                                          |